# Luxiaria celebesa
Luxiaria celebesa är en fjärilsart som beskrevs av Debauche 1941. Luxiaria celebesa ingår i släktet Luxiaria och familjen mätare. Inga underarter finns listade i Catalogue of Life.